# Helmut Werner (Mathematiker)
Helmut Werner (* 22. März 1931 in Zwenkau; † 22. November 1985) war ein deutscher Mathematiker, der sich mit Numerischer Mathematik beschäftigte.

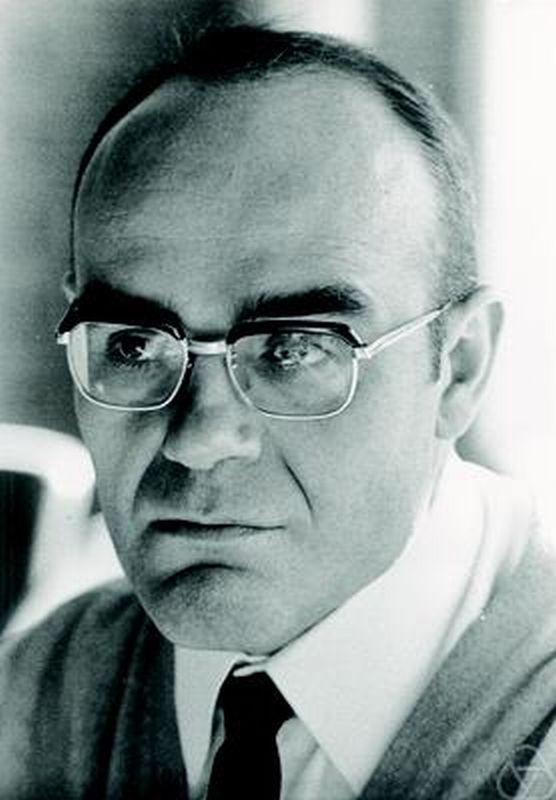
Helmut Werner

## Leben
Werner studierte von 1949 bis 1951 an der Universität Leipzig und von 1951 bis 1954 an der Universität Göttingen, wo er 1956 bei Erhard Heinz (und Carl Ludwig Siegel) promoviert wurde (Das Problem von Douglas für Flächen konstanter mittlerer Krümmung), nachdem sein eigentlicher Betreuer Franz Rellich verstorben war. Er ging dann an das Max-Planck-Institut für Physik (damals in Göttingen), wo er an numerischen Problemen bei Kernreaktoren arbeitete, was er bei der Kernreaktor Bau- und Betriebsgesellschaft in Karlsruhe und beim Forschungsinstitut der AEG in Frankfurt fortsetzte. Von 1958 bis 1960 war er als Assistant Professor an der University of Southern California, wo er Lothar Collatz traf, bei dem er sich 1962 in Hamburg habilitierte. 1963 war er Gastprofessor an der Stanford University. 1964 wurde er Professor an der Universität Münster, wo er als dessen Direktor das Institut für Numerische und Instrumentelle Mathematik und das Rechenzentrum aufbaute (das unter seiner Leitung von veralteten Zuse Z 21/22 1966 auf IBM 360/50 Systeme wechselte). Ab 1980 wurde er Professor an der Universität Bonn.
In seiner Zeit in Göttingen beschäftigte er sich mit Analysis und Differentialgeometrie (er bewies einen Existenzsatz für H-Flächen mit vorgegebener mittlerer Krümmung H). Danach wandte er sich der Numerischen Mathematik zu, zum Beispiel der Approximation mit rationalen Funktionen, wo er unter anderem einen Konvergenzbeweis für das auf dieses Problem von ihm übertragene Remez-Verfahren lieferte. Er führte den ersten Existenzbeweis für Approximation durch Familien von Exponentialsummen und bewies die Unstetigkeit des Tschebyschow-Operators in nicht normalen Punkten. Ab 1969 untersuchte er rationale Spline-Funktionen.
Als Leiter des Rechenzentrums in Münster förderte er auch Anwendungen zum Beispiel bei der Übersetzung in Blindenschrift (wofür er 1984 den Louis-Braille-Preis und 1985 die Carl-Strehl-Plakette erhielt) und für die Erstellung von Konkordanzen bei Editionsprojekten.
Er war Mitherausgeber der Zeitschriften Computing, Numerische Mathematik und Journal for Computational and Applied Mathematics. 1982 und 1983 war er Präsident der Deutschen Mathematiker-Vereinigung. Seit 1978 war er Mitglied der Leopoldina.
Er hatte 24 Doktoranden, darunter Robert Schaback.

## Schriften (Auswahl)
- Vorlesung über Approximationstheorie. Springer 1966
- mit Robert Schaback: Numerische Mathematik. 4. Auflage. Springer 1992